# Элияху, Перец
Перец Иегуда Элияху (ивр. פרץ יהודה אליהו‎; 1960, Дербент, Дагестанская АССР, РСФСР, СССР) — израильский музыкант, играет на таре. Исследователь и интерпретатор классических музыкальных традиций Ближнего Востока, Кавказа и Средней Азии. Его музыкальные композиции вдохновлены тем, что в некоторых использованы тексты из еврейской Библии и каббалы.

## Биография
Перец Элияху родился под именем Пирис Элигуев в Дербенте (ныне — Дагестан). Учился в Махачкалинском музыкальном училище, а затем в Ростовской консерватории. С детства его очень интересовали музыкальные традиции народов Кавказа и близлежащих регионов. Особенно он любил звуки тара, любимого музыкального инструмента своего дяди Исраила Исраилова, профессионального музыканта, и в 14 лет научился играть и на нём. В разные годы он записывал этническую музыку в городах своего родного Дагестана, в том числе и своей общины — горских евреев.
В 1989 году он эмигрировал в Израиль, поселившись в Петах-Тикве, где основал восточно-фолк-музыкальную группу. Некоторое время он жил в Ариэле, на территории Самарии, преподавал там музыку, в том числе в средней школе в Нетании. Он стал преподавателем теории музыки в центре традиционной музыки, открытом при университете Бар-Илан в Рамат-Гане, и в центре восточной музыки и танца в Иерусалиме. В 2002 году переехал в Арад, откуда организовывал музыкальные поездки в пустыню. Перец Элияху возглавляет две академии Восточной музыки — в Иерусалиме и в Цфате. Пропагандист азербайджанской национальной музыки в Израиле.

## Личная жизнь
Его жена — преподаватель игры на фортепиано. Его сын: Марк продолжает семейную традицию и известен как профессиональный скрипач, играет также на сазе и кеманче. Перец Элияху часто дает концерты вместе со своим сыном в составе различных музыкальных ансамблей для голоса и восточных инструментов.